# Udo von Katlenburg
Udo (* um 975; † nach 1040) war Graf im Lies- und Rittigau und persönlicher Vogt des Erzbischofs Unwan von Hamburg-Bremen. Er ist der erste gesicherte Ahnherr der Grafen von Katlenburg. 

## Leben

### Herkunft
Die Herkunft von Udo und seinem Bruder Heinrich ist unklar.
Weil Heinrich und Udo zu den Leitnamen der Udonen gehören, wird heute meist vertreten, dass Heinrich und Udo Söhne des 994 in einer Seeschlacht auf der Unterelbe gegen die Normannen gefallenen (Luder-)Udo I. von Harsefeld waren. Einen diplomatischen Nachweis gibt es hierfür nicht, ebenso wenig besitzrechtliche Indizien.
Udo wurde für Erzbischof Unwan von Hamburg-Bremen als dessen Vogt tätig, als dieser der Paderborner Kirche zu Händen seines Verwandten Bischof Meinwerk von Paderborn Erbgut übertrug. Daher muss er als nächster Schwertvetter Unwans mit beiden Bischöfen, die zur Sippe der Immedinger gehörten, eng verwandt gewesen sein.  Eine weitere enge Verwandtschaft bestand zu dem Bischof Dietrich I. (Münster), dem er bei seiner Fehde gegen die Grafen von Werl beistand. 1018 nahm er im Rahmen dieser Auseinandersetzungen Graf Hermann II. von Werl gefangen.
Thietmars von Merseburgs Mutter Kunigunde ist als Tochter des Legaten und Grafen Heinrich I. von Harsefeld/Stade gesichert. Da Thietmar den Bischof Dietrich I. von Münster als den Sohn einer Schwester seiner Mutter bezeichnet, war auch sie eine Udonin. Vermutlich hieß sie Gerburg. Thietmar von Merseburg nennt auch Graf Udo seinen Vetter. Daher könnten Udo und Heinrich von Katlenburg auch Söhne der Gerburg gewesen sein, so dass Udo dann Bischof Dietrich von Münster nicht nur als dessen Vetter, sondern als seinen Bruder gegen die Werler unterstützte. In diesem Fall könnte der Vater der drei Brüder entweder der sächsische Pfalzgraf Dietrich († 995) oder dessen Bruder Sigbert († 995) gewesen sein. Letzterer war vor den Katlenburger Brüdern Graf im Liesgau gewesen.
Da Thietmar von Merseburg sie „Mitbrüder“ nannte, wurde früher angenommen, dass die beiden Halbbrüder des anderen Bruderpaars Siegfried II. und Benno von Northeim seien, und zwar Söhne aus Siegfrieds I. von Northeim zweiter Ehe mit Ethilinde. Diese Theorie gilt inzwischen als unwahrscheinlich.

### Bluttat von 1002
Udo trat erstmals am 30. April 1002 in Erscheinung, als er zusammen mit seinem vermutlich älteren Bruder Heinrich II. und den Northeimer Brüdern Siegfried II. und Benno (Bernhard) den Bewerber um die Königswürde Markgraf Ekkehard I. von Meißen in Pöhlde tötete. Nach Thietmar von Merseburg handelte es sich nicht um eine politische Tat, sondern angeblich um eine private Fehde, weil der Markgraf Ekkehard für eine Auspeitschung von Udos Bruder Heinrich verantwortlich war. Hierfür könnte sprechen, dass Udo, soweit erkennbar, für die Beteiligung an der Tat nicht bestraft wurde. Graf Heinrich II. von Harsefeld, wahrscheinlich ihr Onkel, stiftete zur Sühne für den Mord ein Kollegiatstift an seiner Burg Harsefeld.
Da jedoch an dem Namen Udo Blut klebte, wurde er bei seinen Nachkommen nicht mehr verwendet. Sein Sohn, Enkel und Urenkel hießen jeweils Dietrich. Ähnliches ist bei den Grafen von Oldenburg für den Namen Egilmar und bei den Grafen von Stade für den Namen Gero zu beobachten.

### Ehe und Kinder
Udo war verheiratet mit der aus Schwaben stammenden Beatrix von Oberstenfeld (* um 970), der Tochter des Adelhard von Oberstenfeld (* um 950; † nach 1026), Graf von Oberstenfeld und Stifter des Klosters Oberstenfeld (1016). Kinder waren
- Imma (* um 990)
- Dietrich I. (* um 1000; † 1056)

### Herrschaftsbereich
Nach 1013 amtierte Udo im Raum Pöhlde, also im östlichen Teil des Liesgaus, wo 997 sein Bruder Heinrich Graf gewesen war. Außerdem verwaltete er eine Grafschaft im kleinen Gau Hemmersfeld, der ein Teilgebiet des sächsischen Hessengaues war.
1027/39 vermachte Udo die Güter seiner Frau, Nürtingen im Neckargau und Holzhausen in der Grafschaft Werners, dem König Konrad II. (Nürtingen wurde 1046 von Heinrich III. dem Bischof von Speyer geschenkt). Dafür erhielten sie von Konrad II. die Grafschaft im Liesgau und einen Forst im Harz als erbliches Lehen; dieses Lehen sollte demjenigen beiderlei Geschlechts zufallen, der sich im Besitz des Gutes in Einbeck befindet. Diese Koppelung der Reichslehen des Grafen Udo mit seinem Erbgut in Einbeck lässt vermuten, dass dort sein erster Herrensitz stand, bis er um 1082 von seinem Enkel in das Alexanderstift umgewandelt wurde. Ob er die vermutlich im 11. Jahrhundert entstandene Katlenburg im heutigen Katlenburg besaß oder erbaut hatte, ist unbekannt.